# Tetragnatha maka
Pour les articles homonymes, voir Maka.
Espèce
Tetragnatha maka est une espèce d'araignées aranéomorphes de la famille des Tetragnathidae.

## Distribution
Cette espèce est endémique de Kauai à Hawaï,.

## Description
Le mâle holotype mesure 4,0 mm et la femelle paratype 4,8 mm.

## Publication originale
- Gillespie, 1994 : Hawaiian spiders of the genus Tetragnatha: III. Tetragnatha acuta clade. Journal of Arachnology vol. 22, no 2, p. 161-168 (texte intégral).